# Veere
Veere ([ˈveːrə] ) (seeländisch Ter Veere) ist eine Gemeinde in der niederländischen Provinz Zeeland auf der ehemaligen Insel Walcheren.

## Geografische Lage
Der Ort Veere liegt im Nordosten Walcherens am Veerse Meer gegenüber Noord-Beveland und nordöstlich von Middelburg. Das gesamte Gemeindegebiet erstreckt sich über den größten Teil Walcherens, wozu auch 34 km Küstenlinie mit überwiegend Sandstränden und Dünen im Westen gehören. Auch die künstliche Insel Neeltje Jans, die beim Bau der Oosterscheldekering geschaffen wurde, gehört zum Gebiet der Gemeinde Veere.

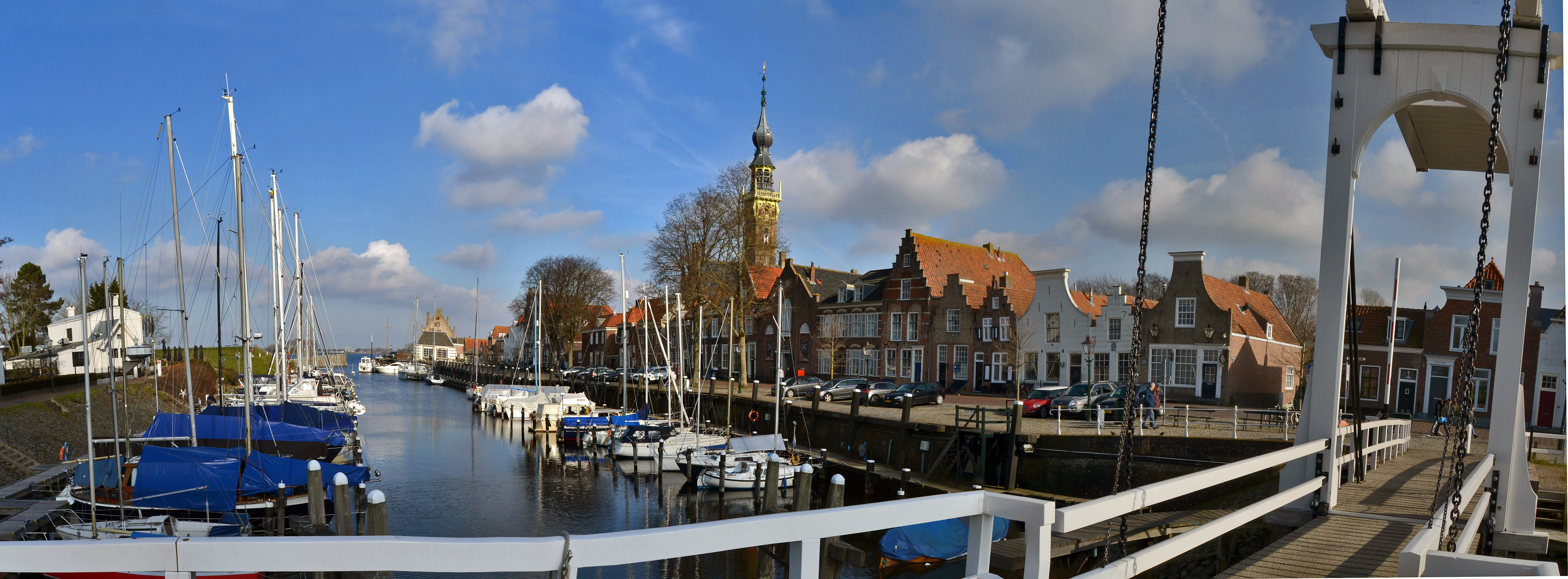
Hafenansicht von Veere – März 2018

## Geschichte
Wolfert van Borssele baute 1281 die Zandenburg und eine Fähre (niederländisch veer) samt Fährhaus, um sie mit Noord-Beveland zu verbinden. Diese Fähre nannte er „Camper-Veer“ (nach dem Flachland „de Campen“, das bereits von dem Römern campum genannt wurde). Später war sie als „de Veer“ oder „Veere“ bekannt.

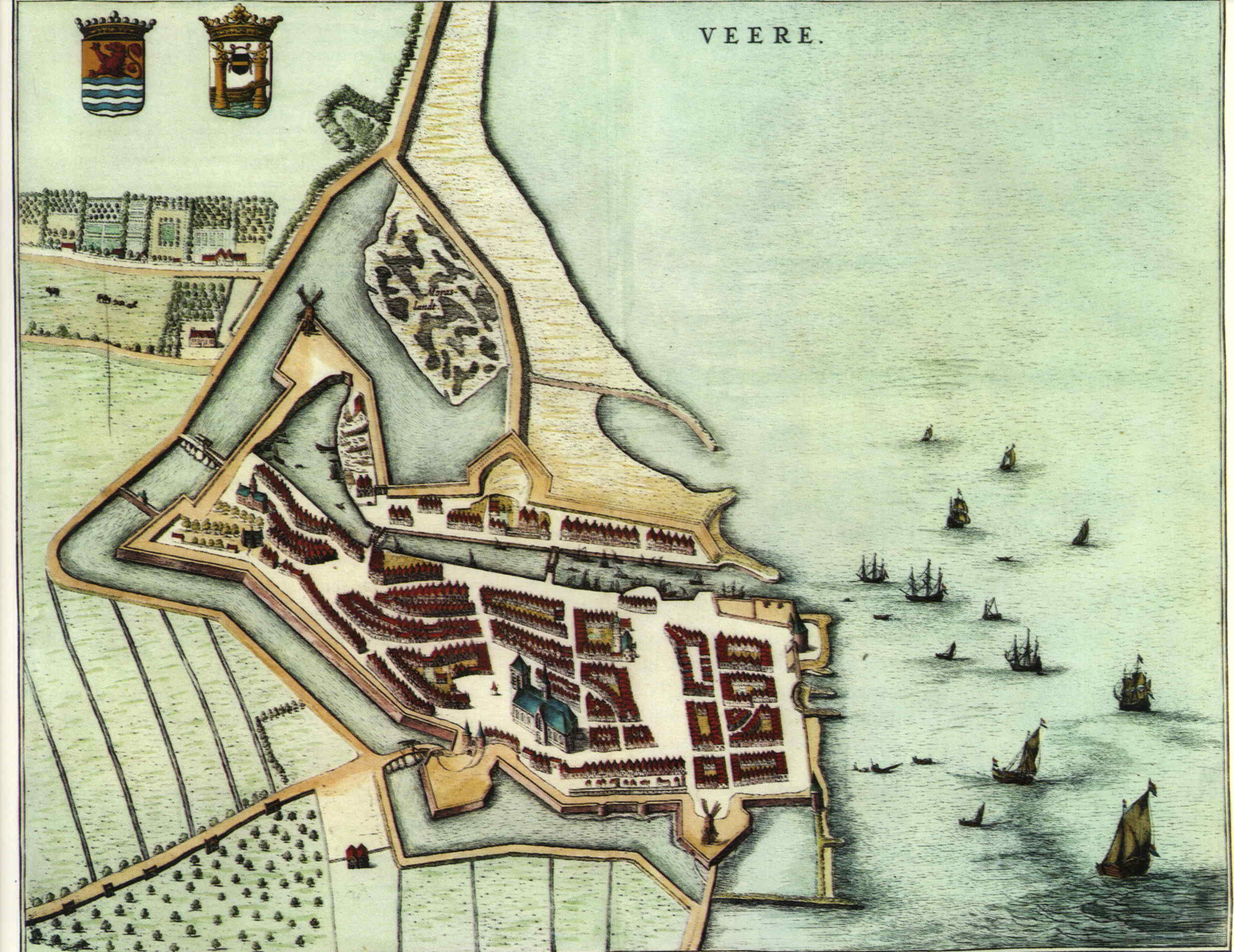
Karte von Joan Blaeu, 1652

Der Wohlstand der Hafenstadt beruhte auf dem Tuch- und Wollhandel mit England und Schottland. Diese Beziehungen wurden 1444 durch die Hochzeit des Stadtherren Wolfhart VI. von Borsselen mit der Prinzessin Mary Stewart, Tochter des schottischen Königs James I., gefestigt. 1561 entstanden am Hafen die sogenannten Schottenhäuser der schottischen Handelskolonie mit prachtvollen Renaissancegiebeln. 
1572 nahm Veere am Aufstand gegen den Herzog von Alba teil und spielte danach eine führende Rolle in der niederländischen Republik. Die Oranier nutzten nun den Hafen als Kriegshafen.
1668 beschädigte ein Brand die spätgotische Kreuzbasilika.

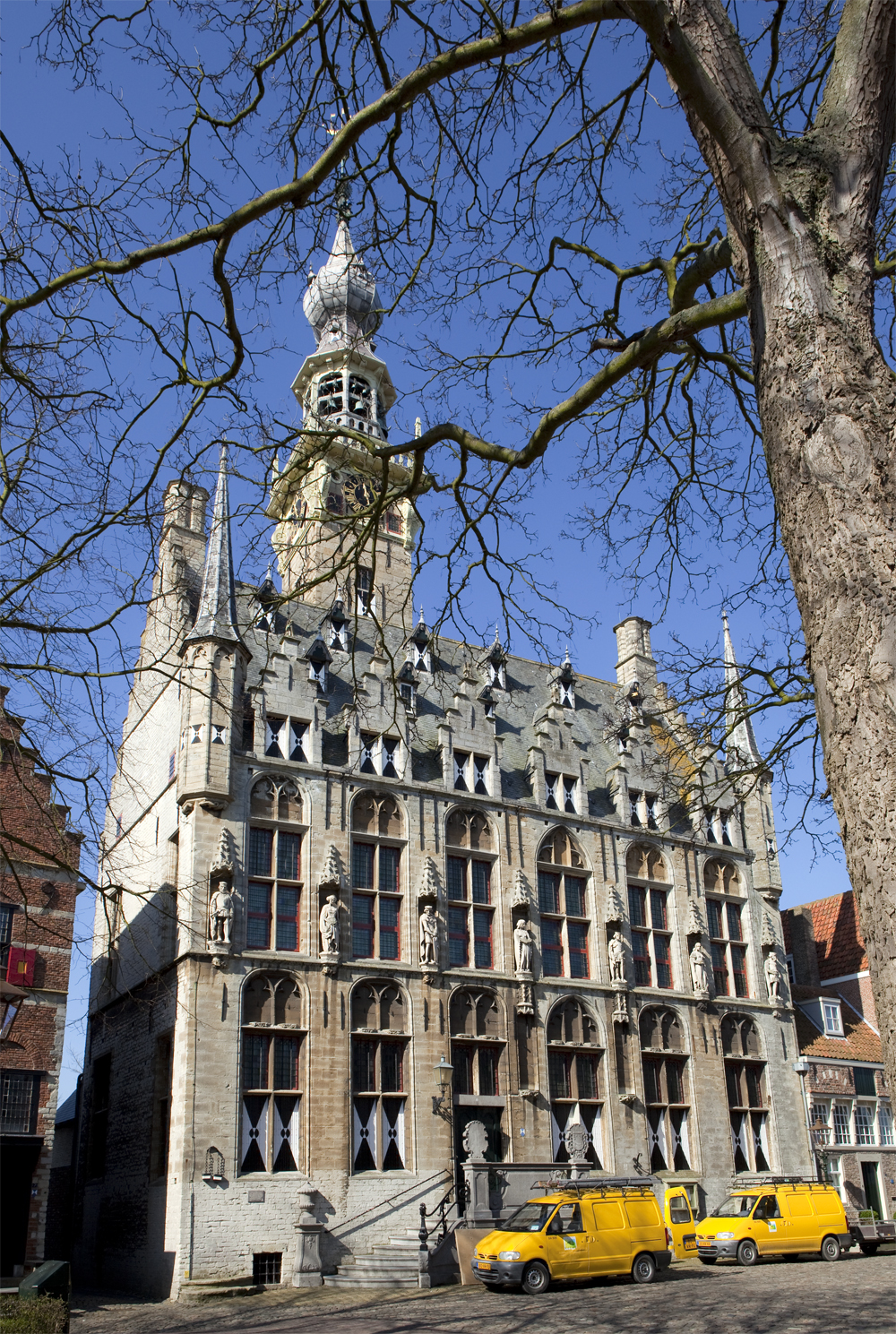
Historisches Rathaus

Die napoleonische Kontinentalsperre unterbrach den Englandhandel und Veeres Hafen diente fortan nur noch als Fischereihafen. 1809 wurde die Stadt von den Engländern beschossen und die Kirche weiter beschädigt. 1811 bauten die Franzosen die übergroße Kirche zu einer Armeeklinik um.
Zwischen 1958 und 1961 errichtete man im Rahmen des Deltaplans den Veersegatdamm.
Am 27. April 1961 wurde mit dem Herunterlassen des letzten Schiebers das Veersegat endgültig gesperrt und die Verbindung Veeres zur offenen See unterbrochen. Das Veerse Meer wurde zum Binnenmeer. Dies zwang die Fischereiflotte zum Umzug nach Colijnsplaat an der Oosterschelde.
Heute dient das Veerse Meer Erholungs- und Freizeitzwecken.

## Politik

### Sitzverteilung im Gemeinderat
Der Gemeinderat von Veere setzt sich seit 1982 folgendermaßen zusammen:
| Partei                            | Sitze | Sitze | Sitze | Sitze | Sitze  | Sitze | Sitze | Sitze | Sitze | Sitze | Sitze |
| Partei                            | 1982  | 1986  | 1990  | 1994  | 1996 a | 2002  | 2006  | 2010  | 2014  | 2018  | 2022  |
| --------------------------------- | ----- | ----- | ----- | ----- | ------ | ----- | ----- | ----- | ----- | ----- | ----- |
| ChristenUnie                      | –     | –     | –     | –     | –      | –     | 5     | 4     | 5     | 5     | 1     |
| SGP                               | 2     | 2     | 2     | 2     | 4      | 4     | 5     | 4     | 5     | 5     | 4     |
| RPF                               | 2     | 2     | 2     | 2     | 1      | 1     | –     | –     | –     | –     | –     |
| GPV                               | 2     | 2     | 2     | 2     | 1      | 1     | –     | –     | –     | –     | –     |
| GroenLinks                        | –     | –     | 1     | –     | 3      | 4     | 5     | 4     | 3     | 5     | 3     |
| PvdA                              | 1     | 2     | 1     | –     | 3      | 4     | 5     | 4     | 3     | 5     | 3     |
| PPR                               | 1     | 2     | –     | –     | –      | –     | –     | –     | –     | –     | –     |
| Hart voor Veere                   | –     | –     | –     | –     | –      | –     | –     | –     | –     | –     | 3     |
| VVD                               | 2     | 2     | 2     | 2     | 4      | 4     | 3     | 4     | 3     | 3     | 3     |
| CDA                               | 5     | 5     | 4     | 4     | 5      | 5     | 5     | 4     | 4     | 3     | 2     |
| Dorpsbelangen en Toerisme Veere   | –     | –     | –     | –     | –      | 1     | 1     | 2     | 3     | 3     | 2     |
| D66                               | 1     | 0     | 1     | 3     | 1      | 0     | –     | 1     | 1     | 0     | 1     |
| Combinatie Gemeentebelangen       | 1     | –     | –     | –     | –      | –     | –     | –     | –     | –     | –     |
| Ouderen Politiek Actief           | –     | –     | –     | –     | –      | –     | –     | –     | 0     | –     | –     |
| Algemeen Ouderen Verbond/Unie 55+ | –     | –     | –     | –     | 1      | –     | –     | –     | –     | –     | –     |
| Gesamt                            | 11    | 11    | 11    | 11    | 19     | 19    | 19    | 19    | 19    | 19    | 19    |

Anmerkungen

### Politische Gliederung
Nachdem mit Wirkung ab dem 1. Juli 1966 zunächst die Gemeinden Serooskerke und Vrouwenpolder mit der Gemeinde Veere vereinigt worden waren, entstand die heutige Gemeinde Veere am 1. Januar 1997 aus den ehemaligen Gemeinden Veere, Domburg, Mariekerke, Valkenisse und Westkapelle. Zuvor waren mit Wirkung ab dem 1. Juli 1966 die Gemeinden Aagtekerke, Meliskerke und Grijpskerke zur Gemeinde Mariekerke und die Gemeinden Zoutelande, Biggekerke und Koudekerke zur Gemeinde Valkenisse zusammengefasst worden.
Die Gemeindeverwaltung befindet sich in Domburg. Zur Gemeinde gehören folgende Ortsteile:
| Nr. | Ort           | Einwohner |
| --- | ------------- | --------- |
| 00  | Veere         | 1.665     |
| 01  | Gapinge       | 510       |
| 02  | Vrouwenpolder | 1.040     |
| 03  | Serooskerke   | 1.865     |
| 04  | Domburg       | 1.765     |
| 05  | Oostkapelle   | 2.285     |
| 06  | Aagtekerke    | 1.480     |
| 07  | Grijpskerke   | 1.400     |
| 08  | Meliskerke    | 1.455     |
| 09  | Koudekerke    | 3.480     |
| 10  | Biggekerke    | 880       |
| 11  | Zoutelande    | 1.625     |
| 12  | Westkapelle   | 2.610     |
|     | Gemeinde      | 22.060    |

1. ↑  Bezirksnummer
2. ↑  (Stand: 1. Januar 2024)

Sämtliche 13 Gemeindeteile waren bis zum 30. Juni 1966 selbstständige Gemeinden.

### Wappen
Blasonierung: „In Blau über fünfmal von Silber und Blau geteiltem Wellenschildfuß, eine daraus wachsende goldene einmastige Kogge mit Mastkorb und Pardunen, beseitet von zwei mit dem vorkragenden Sockel den Schildrand berührenden, wachsenden, goldenen Zinnenrundtürmen mit drei (2/1) schwarz gerahmten goldenen Fenstern, aus beiden Türmen wachsend je ein einander zugewandter schwarzhaariger und -bärtiger, grün bekränzter, nackter Mann in natürlichen Farben, eine auf die rechte bzw. linke Schulter gelegte schwarze Keule in der jeweiligen Hand, mit der anderen ein Schildchen an des Segels Stelle haltend, darin in Schwarz ein silberner Balken, der Schild erhöht durch eine wechselnd mit roten Oval- und liegenden facettierten grünen Rautensteinen im Ring sowie silbernen Perlen im Blattzentrum verzierte goldene Blätterkrone.“

### Städtepartnerschaften
Mit der französischen Gemeinde Coudekerque-Branche besteht eine Partnerschaft.

## Tourismus
Die Gemeinde zählt jährlich fast vier Millionen Übernachtungen. Neben zahlreichen Ferienwohnungen, Campingplätzen und Hotels zählen Jachthäfen, ein Golfplatz sowie ein großes Fahrradwegenetz zum touristischen Angebot.

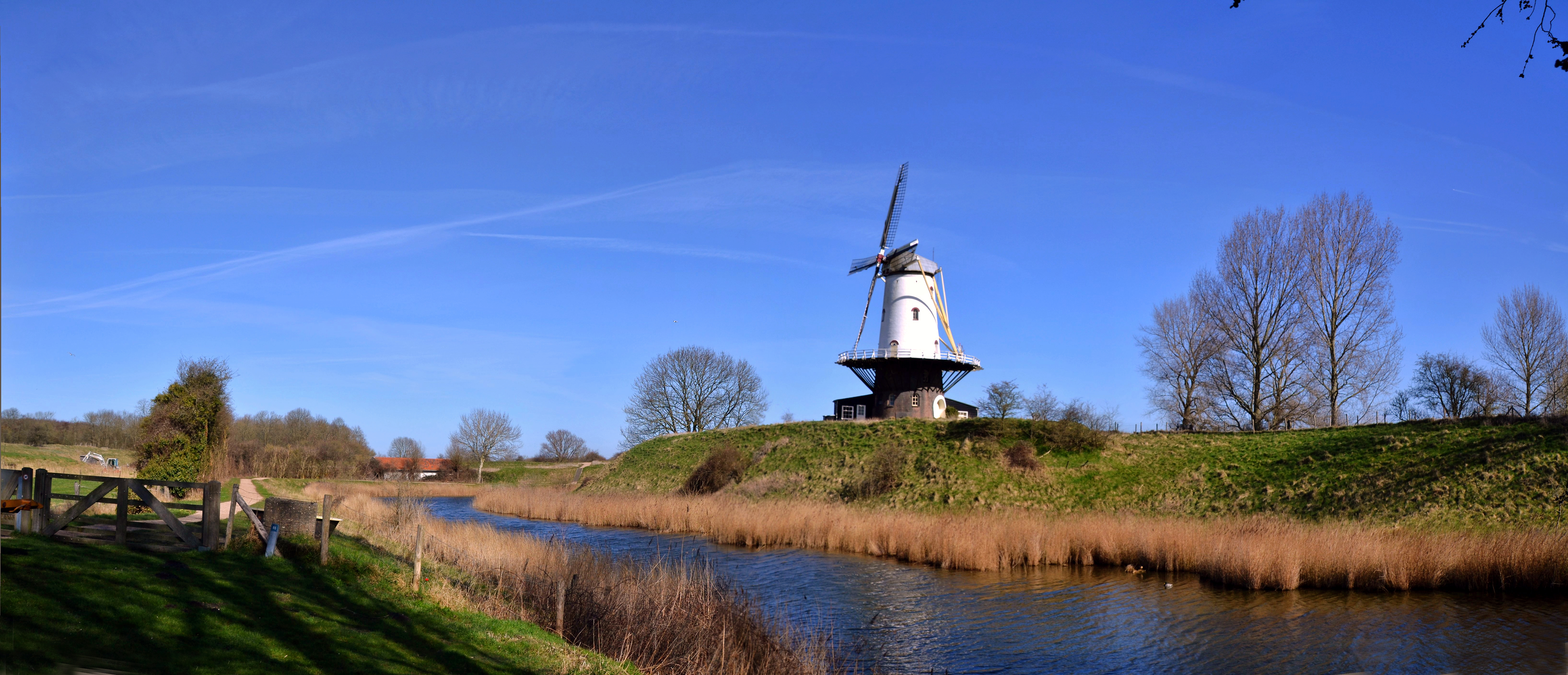
Mühle in Veere – De Koe

## Sehenswürdigkeiten

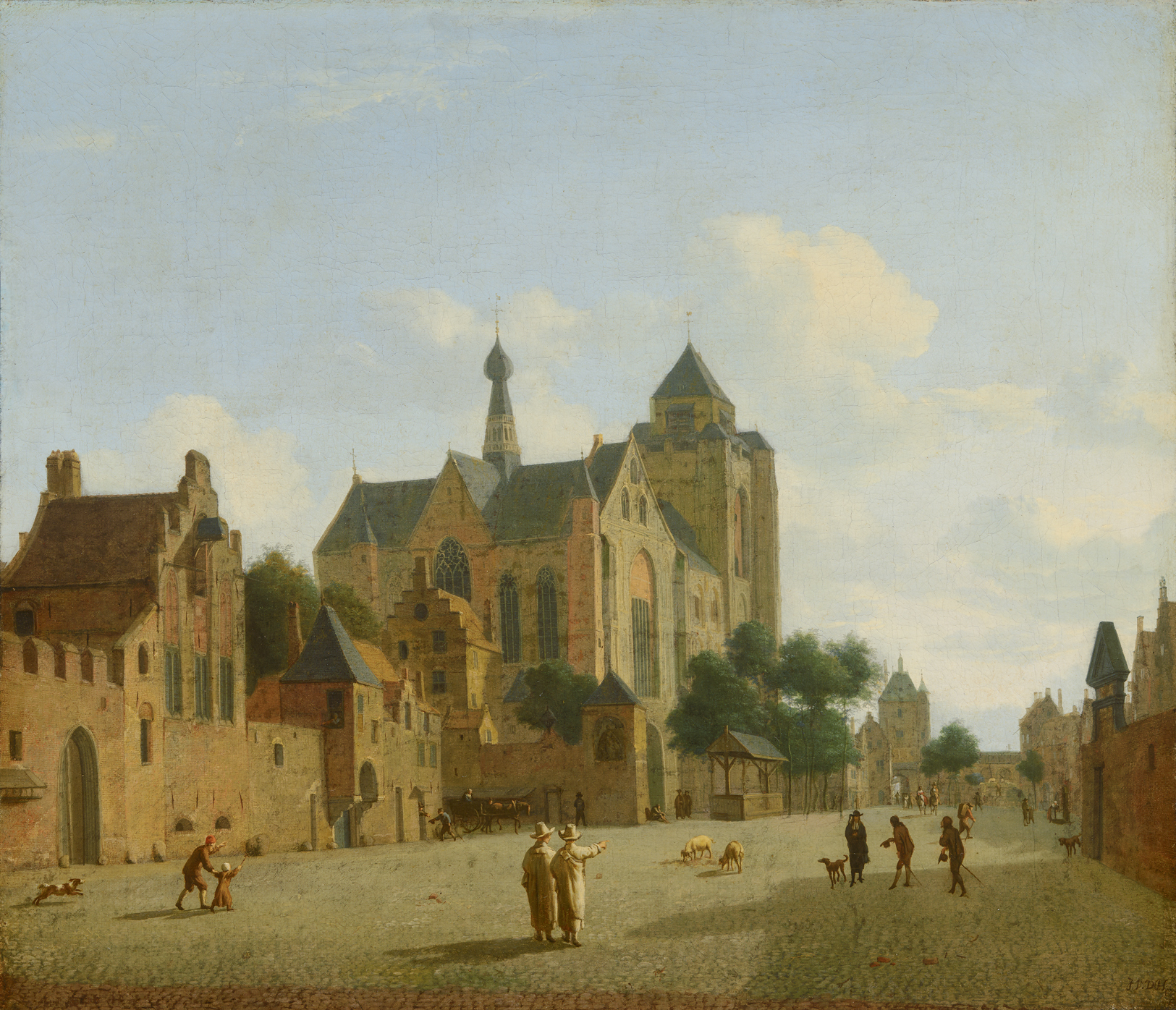
Onze-Lieve-Vrouwekerk in einem Gemälde von Jan van der Heyden (1637–1712)

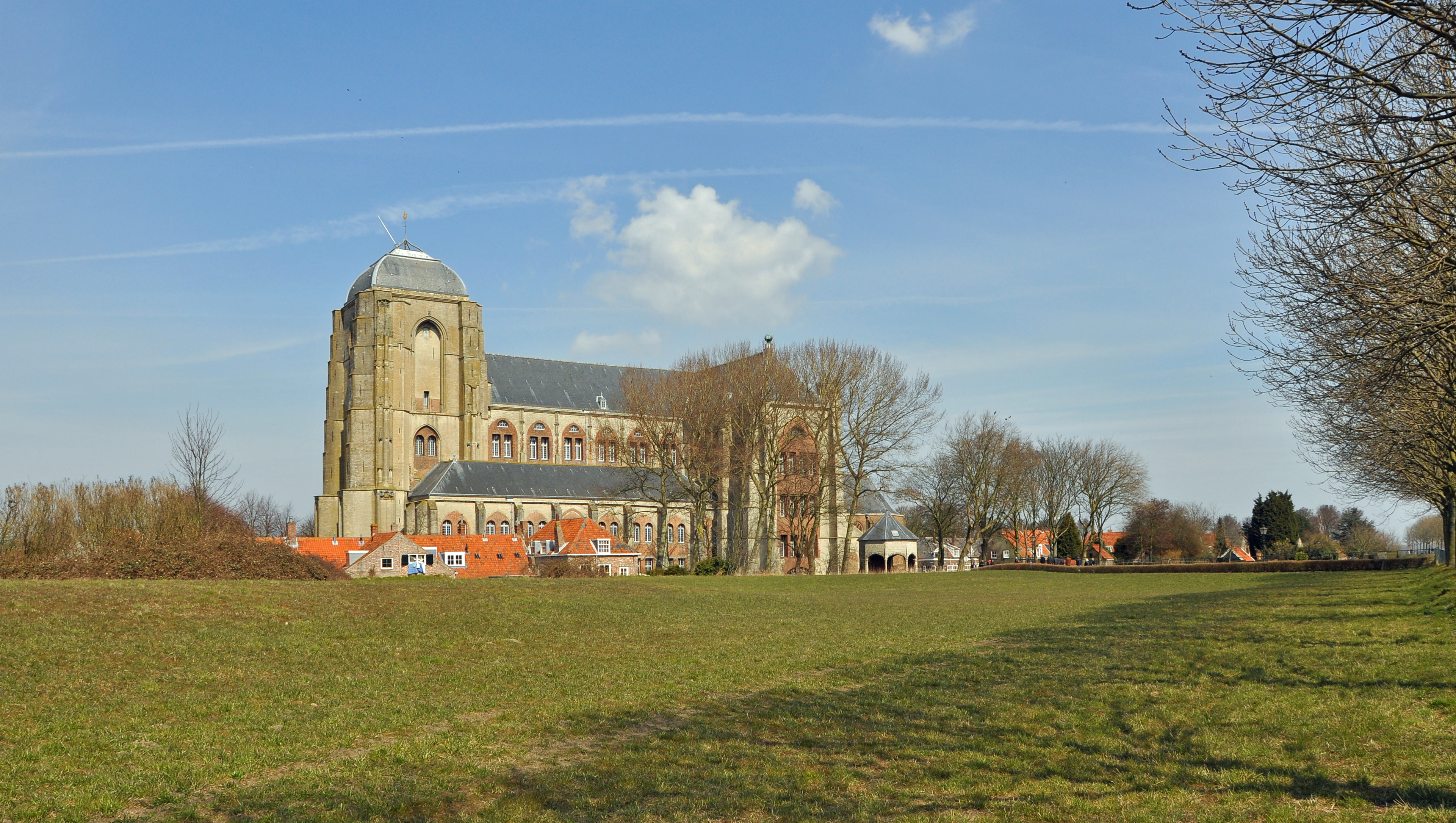
Onze-Lieve-Vrouwekerk in der Südansicht

Die malerische Kleinstadt besitzt viele historische Gebäude und ist damit Ziel vieler Tagesausflügler.
- Giebelhäuser am Marktplatz
- Onze-Lieve-Vrouwekerk, Kirche von 1479; nur der Chor, der die Reste des Vorgängerbaus von 1332 darstellt, wird als Kirchenraum genutzt. Das große Gebäude hat unterschiedlichsten Zwecken gedient. Im Hauptraum finden Ausstellungen und kulturelle Veranstaltungen statt.
- Rathaus; erbaut zwischen 1474 und 1517
- Verteidigungsturm aus dem 15. Jahrhundert an der Seeseite
- Museum Schottenhäuser
- Mittelalterlicher Markt am Dienstag

## Persönlichkeiten
- Der Maler Albrecht Dürer soll 1520 die Stadt besucht und lobend erwähnt haben.[6]
- Der Maler Pieter Cornelis Mondrian schuf in Domburg viele seiner Werke.
- Gaby Minneboo, fünffacher Steher-Weltmeister, stammt aus Veere.

Siehe auch: Markgraf von Veere und Vlissingen